# Torrent de la Vila
El torrent de la Vila és un afluent per la dreta de la Ribera Salada de 10,7 km de llargada.
Neix a 1.170 m d'altitud a 350 m al sud de Coll Pregon, al terme municipal d'Odèn, per bé que només al cap de 200 metres ja entra al terme municipal de Lladurs per on transcorren els 7 km següents. En el quilòmetre següent fa de frontera entre els termes municipals de Lladurs (riba esquerra) i Castellar de la Ribera (riba dreta), terme municipal on fa els seus darrers 2,8 km de recorregut.
Durant els primers 500 m del seu recorregut pren la direcció NW-SE però al passar pel costat de la masia de Carrissols (a uns 400 m cap a l'est, a l'altre costat de la carretera, va agafant gradualment la direcció N-S i quan passa a l'alçada de la Casanova de Senterill (a menys de 700 m cap a l'est) ja ha assolit plenament aquesta direcció en la qual continuarà fins que arribi a l'alçada de l'Hostal del Roquer (a 225 m cap a l'est). Fins aquí també se li dona el nom de rasa del Pont de l'Hostal. Aquí comença a agafar la direcció NE-SW i passa per la vora d'Angrill (400 m cap a l'est). Des del seu inici fins a aquest lloc el seu curs ha estat força paral·lel a la carretera del Molí de Querol a Cambrils d'Odèn però a partir d'aquí s'aniran separant, ja que el torrent continua avançant en direcció NE-SW que mantindrà fins al seu aiguabarreig amb la Ribera Salada a 495 m d'altitud, a l'altre costat de la gravera que hi ha on es deixa la carretera de Solsona a Bassella per agafar el camí que puja a Ceuró.
Pel que fa als afluents que li aboquen les seves aigües, únicament cal esmentar la rasa de la Guineu, que ho fa per l'esquerra.